# Повратак мумије
Повратак мумије (енгл. The Mummy Returns) је авантуристички хорор филм Стивена Самерса из 2001. године, са Бренданом Фрејзером и Рејчел Вајс у главним улогама. Представља наставак филма Мумија из 1999. године.
Повратак мумије је инспирисао преднаставак из 2002. године, Краљ Шкорпион, који је смештен 5000 година пре радње овог филма и у коме главног лика тумачи Двејн Џонсон, који је представљен у овом филму. Повратак мумије је остварио комерцијални успех, поред мешаних критика. Прати га наставак из 2008. године, Мумија: Гробница Змаја Императора.

## Радња
Година је 1933. и прошло је осам година од када су се галантни легионар Рик О’Kонел и неустрашива египтолошкиња Евелин борили за живот против непријатеља старог три хиљаде година по имену Имхотеп. Рик и Евелин су сада венчани и одгајају сина Алекса у Лондону. Сплет околности доводи до још једног васкрснућа мумије Имхотепа у Британском музеју и она поново хода земљом у потрази за бесмртношћу. Али још једна сила је ослобођена у свету – сила коју су изнедрили најмрачнији обреди египатског мистицизма и која је моћнија од Имхотепа. Kада се ове две силе сретну, судбина света ће висити о концу, а О’Kонелови ће кренути у очајничку трку да избаве свет од неизрецивог зла, али и да спасу свог сина пре него што буде касно.

## Улоге
| Глумац                | Улога                                      |
| --------------------- | ------------------------------------------ |
| Брендан Фрејзер       | Рик О’Конел                                |
| Рејчел Вајс           | Евелин Карнахан О’Конел/принцеза Нефертити |
| Џон Хана              | Џонатан Карнахан                           |
| Арнолд Вослу          | Имхотеп                                    |
| Одед Фер              | Ардет Беј                                  |
| Рок                   | Краљ Шкорпион                              |
| Фреди Боут            | Алекс О’Конел                              |
| Патрисија Веласкез    | Мила Наис/Анк-су-Намун                     |
| Алун Армстронг        |                                            |
| Адаволе Акинуе-Агбаже | Лок-Нах                                    |
| Шон Паркс             | Изи Батонс                                 |
| Брус Бајрон           | Ред                                        |
| Џо Диксон             | Жак                                        |
| Том Фишер             | Спиви                                      |
| Ахарон Ипале          | фараон Сети I                              |